# Кваскетон (Айова)
Кваскетон (англ. Quasqueton) — місто (англ. city) в США, в окрузі Б'юкенан штату Айова. Населення — 570 осіб (2020).

## Географія
Кваскетон розташований за координатами 42°23′38″ пн. ш. 91°45′28″ зх. д. / 42.39389° пн. ш. 91.75778° зх. д. (42.393997, -91.757699).  За даними Бюро перепису населення США в 2010 році місто мало площу 3,02 км², з яких 2,93 км² — суходіл та 0,09 км² — водойми.

## Демографія
Згідно з переписом 2010 року, у місті мешкали 554 особи в 232 домогосподарствах у складі 162 родин. Густота населення становила 183 особи/км².  Було 269 помешкань (89/км²).
Расовий склад населення:
| - 97,1 % — білих - 0,9 % — чорних або афроамериканців - 0,2 % — азіатів |

До двох чи більше рас належало 1,6 %. Частка іспаномовних становила 0,7 % від усіх жителів.
За віковим діапазоном населення розподілялося таким чином: 20,9 % — особи молодші 18 років, 66,1 % — особи у віці 18—64 років, 13,0 % — особи у віці 65 років та старші. Медіана віку мешканця становила 40,4 року. На 100 осіб жіночої статі у місті припадало 107,5 чоловіків;  на 100 жінок у віці від 18 років та старших — 101,8 чоловіків також старших 18 років.
Середній дохід на одне домашнє господарство  становив 52 092 долари США (медіана — 42 697), а середній дохід на одну сім'ю — 66 642 долари (медіана — 56 250). За межею бідності перебувало 9,1 % осіб, у тому числі 12,1 % дітей у віці до 18 років та 0,0 % осіб у віці 65 років та старших.
Цивільне працевлаштоване населення становило 264 особи. Основні галузі зайнятості: виробництво — 16,7 %, роздрібна торгівля — 15,2 %, освіта, охорона здоров'я та соціальна допомога — 12,1 %, публічна адміністрація — 9,5 %.